# Exstirpationsnadel

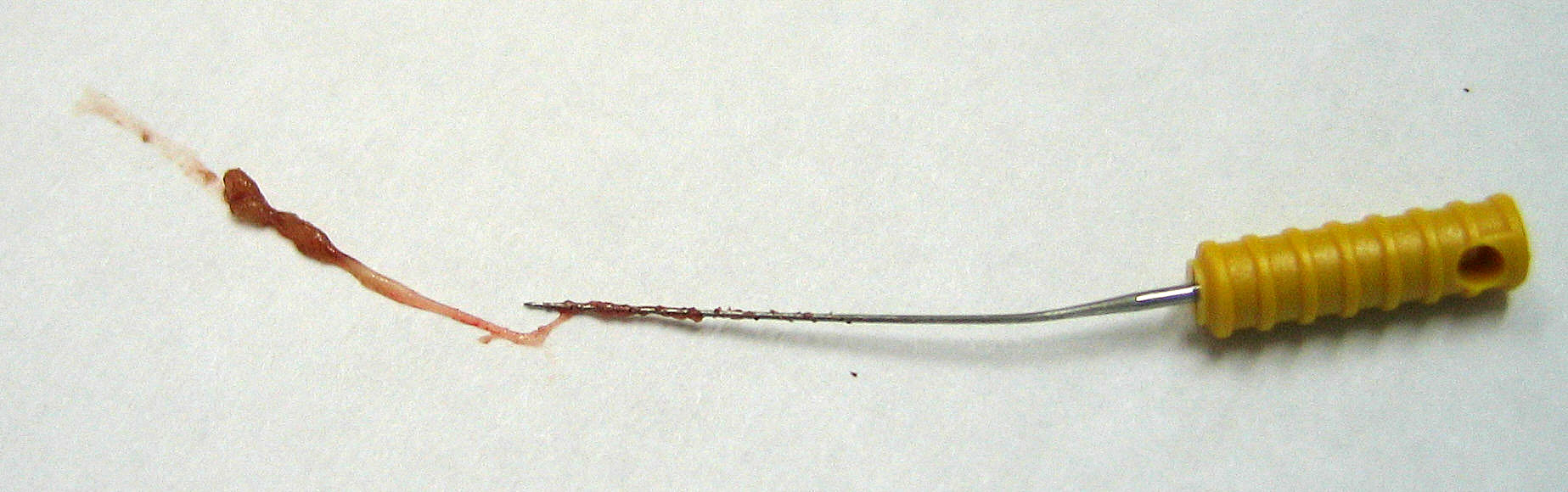
Exstirpationsnadel mit frisch entfernter Pulpa

Eine Exstirpationsnadel ist ein Instrument zur Entfernung (Exstirpation) des Zahnnervs (Pulpa), welche für eine weitere Wurzelkanalbehandlung unerlässlich ist. Diese flexiblen Nadeln sind mit einer Vielzahl von Widerhaken versehen, die eine Entfernung erst möglich machen. Sie sind in verschiedenen ISO-Größen erhältlich. Fälschlicherweise werden sie oft als Nervennadeln bezeichnet.
Als Erfinder der Exstirpationsnadel gilt Edward Maynard (1813–1891), der sie aus Uhrenfedern feilte. Als Material wurde etwa ein Jahrhundert lang rostfreier Stahl verwendet, in neuerer Zeit abgelöst durch die Nickel-Titan-Legierung Nitinol.